# 住友村

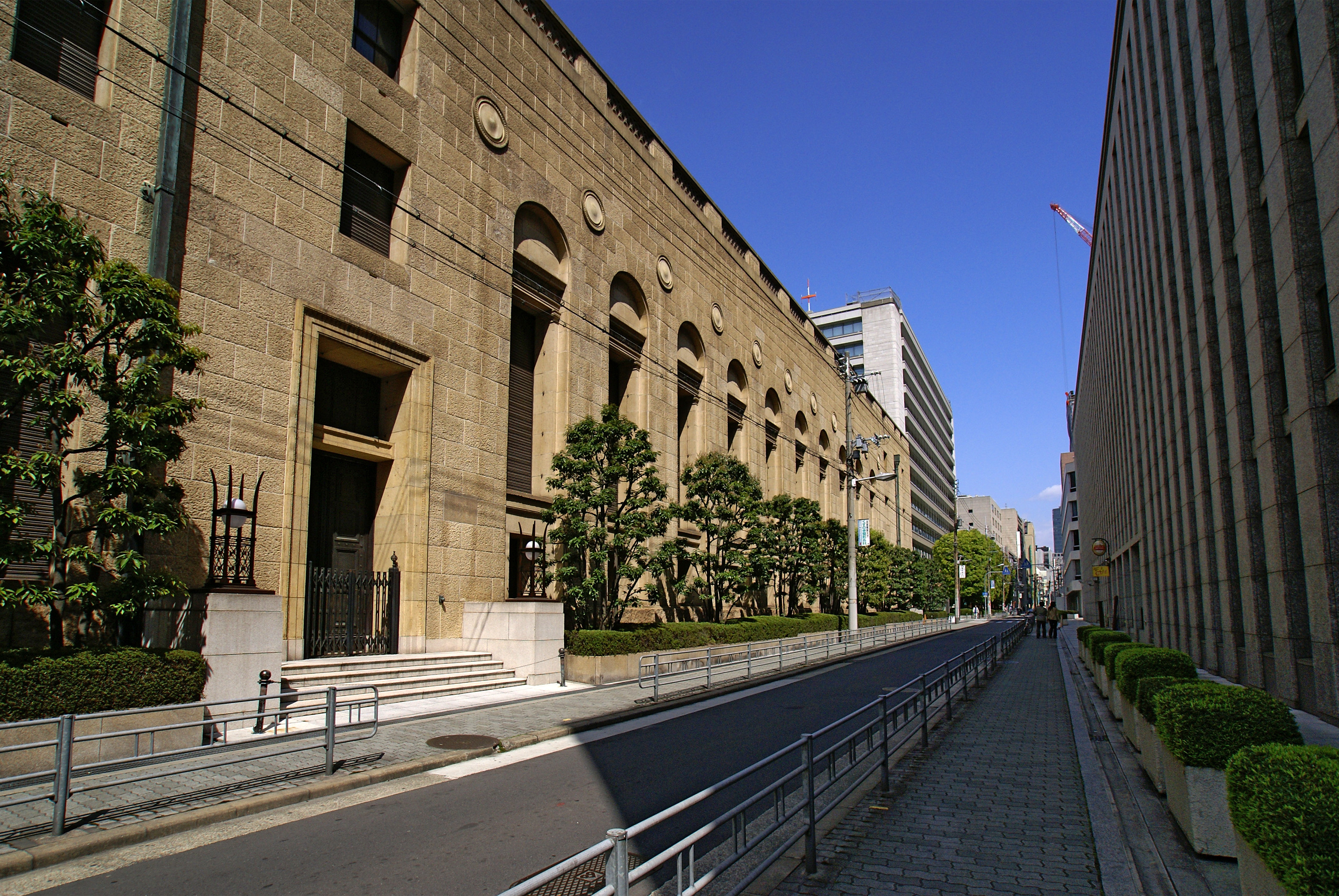
左・三井住友銀行大阪本店ビル（旧「住友ビルディング」）、右・住友ビル第二号館

住友村（すみともむら）は、大阪府大阪市中央区の、三井住友銀行大阪本店ビルや住友ビルディングを中心に旧住友財閥（住友グループ）系のオフィスビルが立ち並ぶ地域の通称。

## 概要
三井住友銀行大阪本店ビル（旧「住友ビルディング」）は戦前には旧住友財閥の本部である旧住友本社が置かれており、戦後も住友銀行本店ビルとして活躍した。一帯は大阪の中心業務地区（CBD）である船場の北西端に位置しており、一帯は大阪の最も中心的なオフィス街である。ビル群には、長らく大阪を拠点としていた住友グループ各社の本社や関西・大阪の拠点などが入居している。
現行行政地名では中央区北浜四丁目と今橋四丁目にあたり、高麗橋四丁目を含める場合もある。現在の北浜4丁目は江戸時代初期の大坂屈指の豪商淀屋が居を構えていた大川町の大半を含んでおり、住友ビルディング（別名「住友ビル本館」）の北東すぐの場所に「淀屋の屋敷跡」碑がある。地下鉄御堂筋線・京阪本線の淀屋橋駅からも至近なことから、地域名としての「淀屋橋」エリアにも含まれている。
住友（泉屋）は、江戸時代は長堀茂左衛門町（現・中央区島之内1丁目）に拠点を構える銅吹屋で、明治以降は安治川上通1丁目（現・福島区野田1丁目）や玉江町1丁目（現・北区中之島5丁目）を拠点としており、大川町へ進出したのは20世紀以降である。
他の旧財閥系では、東京の丸の内が「三菱村」、同じく東京の日本橋が「三井村」と呼ばれている。

## 住友村にある事業所（本社・本店等）
最寄り駅はOsaka Metro・京阪電車の淀屋橋駅と肥後橋駅。

### 住友グループ

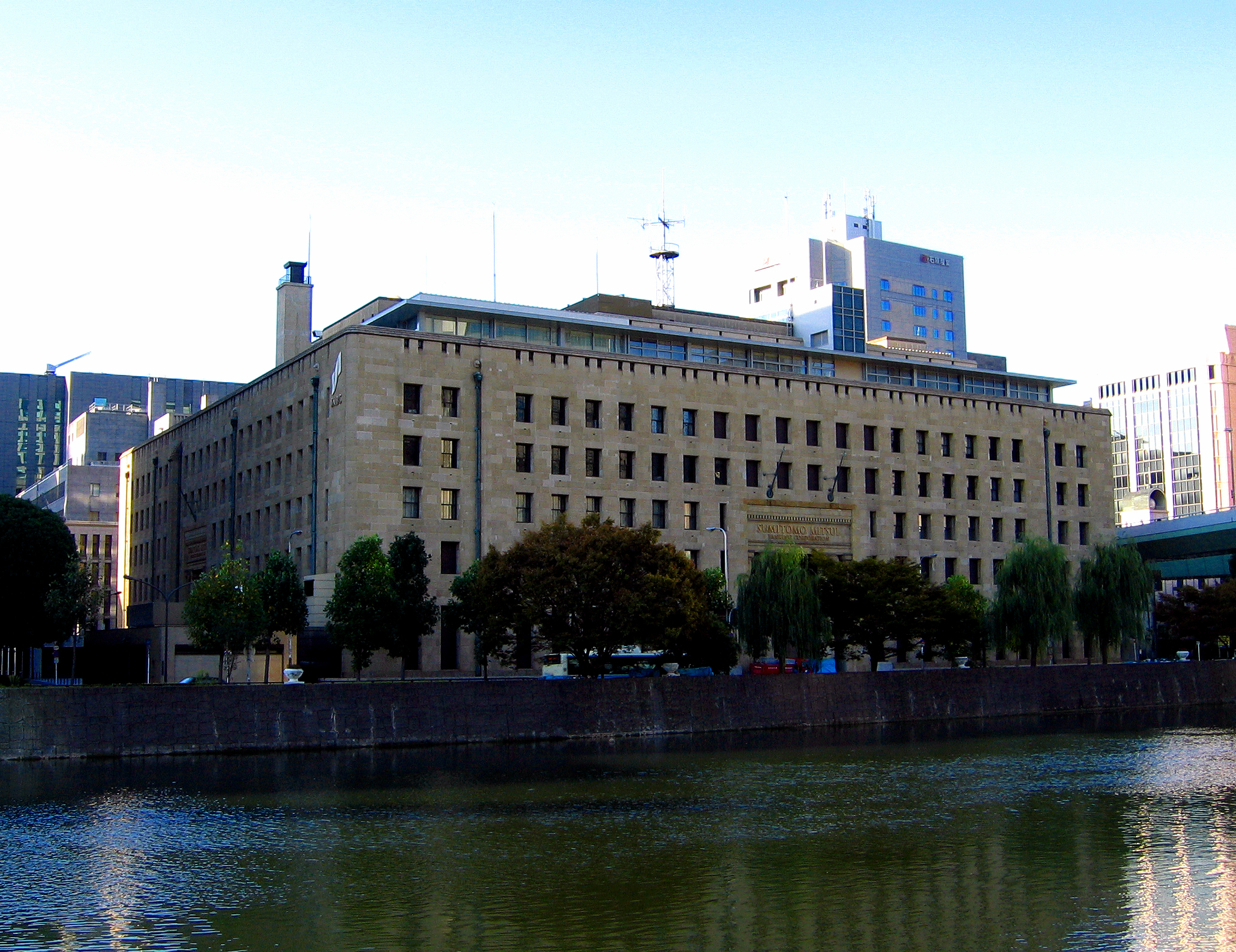
三井住友銀行大阪本店ビル（旧「住友ビルディング」）

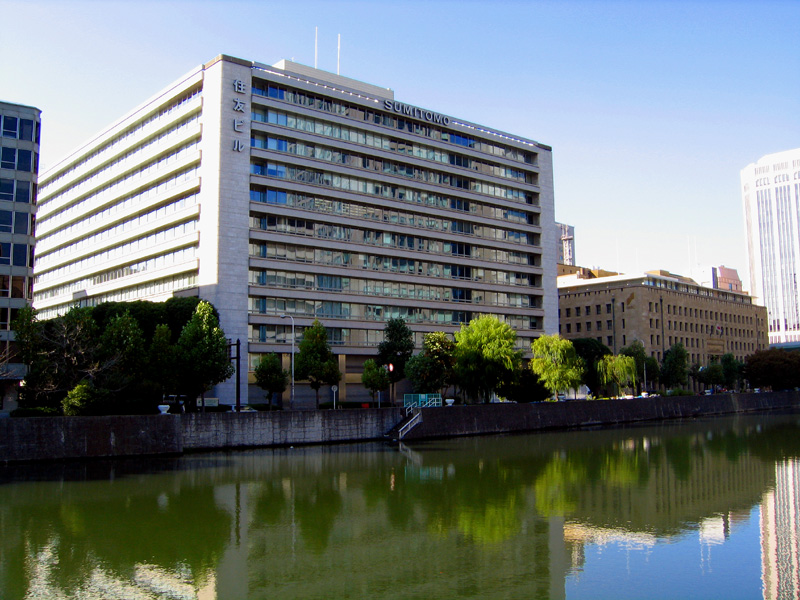
住友ビルディング（旧「新住友ビルディング」）(左)と三井住友銀行大阪本店ビル（旧「住友ビルディング」）(右)

- 住友化学（大阪本社）
- 住友電気工業（本店）
- 三井住友銀行（大阪本店）
- 三井住友信託銀行（大阪本店）
- 三井住友カード（本店）
- 住友三井オートサービス（大阪本社）
- 住友精化（大阪本社）
- 日本板硝子（大阪本社）
- 住友商事マシネックス（大阪オフィス）
- 栄泉不動産（本店）
- 銀泉（本店）

### 住化（すみか）グループ
- 住友化学（大阪本社）
- 住化技術情報センター（本社）
- 住化分析センター（本社）
- 住化カラー（本社）
- 住化農業資材（本社）
- 住化アルケム（本社）

### 合併に伴い住友グループから離脱した企業
- 日本製鉄（大阪支社） - 住友グループ在籍時は住友金属工業

## 住友村にあるビル一覧
- 三井住友銀行大阪本店ビル（旧「住友ビルディング」、旧住友銀行本店・本社所在地）
- 住友ビルディング（別名「住友ビル本館」、旧「新住友ビルディング」。三井住友信託銀行大阪本店）
- 住友ビル第二号館
- 住友ビル第三号館
- 住友ビル第四号館
- 住友生命淀屋橋ビル → 淀屋橋駅西地区第一種市街地再開発事業
- 住友信託銀行南館
- 住友商事淀屋橋ビル
- 三井住友海上大阪ビル
- 銀泉淀屋橋ビル（三井住友カード）
- 淀屋橋ダイビル（三井住友海上火災保険）
- 日建設計
- 住化不動産横堀ビル